# Lize Korpershoek
Lize Korpershoek (Den Helder, 23 juli 1985) is een Nederlands presentator, documentairemaker, illustrator, columnist en voormalig model.

## Biografie
Korpershoek werd geboren en groeide op in Den Helder. Toen zij vijf jaar oud was, overleed haar vader op 36-jarige leeftijd. Op haar zeventiende ging ze op kamers in Haarlem.  In 2012 werkte Korpershoek als videomaker voor platenlabel Top Notch, waarvoor ze de webseries Op Pad met Petra en Post voor Petra maakte. Daarnaast werkte ze als presentator en videomaker voor Cineville en maakte ze een podcast en video's voor Appie Today van supermarktketen Albert Heijn. Tussen 2014 en 2015 had Korpershoek een vaste column in Glamour.
Korpershoek maakte in 2017 de webserie Adviezen van Lize op videoplatform YouTube. Naast haar webserie had ze een rubriek met dezelfde naam in het ochtendprogramma van radio-dj Domien Verschuuren en van 2017 tot 2018 een gelijknamige een column in de Viva. In haar werk besteedt ze aandacht aan onderwerpen die voor veel mensen taboe zijn, zoals rouw, seksualiteit, abortus en borstimplantaten.
Haar korte documentaire Mijn seks is stuk (2019), gemaakt voor de VPRO in het kader van 3LAB, had als thema vrouwelijke seksualiteit en het verdwijnen van zin in seks bij langere relaties. De film werd in verschillende media besproken. Ze werd ook uitgenodigd om over haar film te praten in het televisieprogramma De wereld draait door, waarna er kritiek volgde op de interviewer en op gespreksgenoot Adriaan van Dis. Korpershoek kreeg veel positieve reacties op de documentaire.
In 2020 gaf ze het prentenboek De samensmelting uit, gebaseerd op haar eigen katten Dirk en Dennie.
Begin 2025 werkte ze aan een coming-of-age-documentaire over "positieve representatie van transidentiteit".

## Prijzen en nominaties
| Jaar | Prijs                  | Opmerking                                        | Resultaat   |
| ---- | ---------------------- | ------------------------------------------------ | ----------- |
| 2017 | VEED Awards            | Beste Snapchatter                                | Genomineerd |
| 2017 | The Best Social Awards | Beste Snapchatter                                | Genomineerd |
| 2018 | The Best Social Awards | Beste YouTube-serie: Adviezen van Lize           | Genomineerd |
| 2018 | Lovie Award            | Voor de podcast Bezeten van Eten van Appie Today | Gewonnen    |
| 2019 | The Best Social Awards | Beste Instagrammer                               | Gewonnen    |

## Privé
De partner van Korpershoek is Tim Hofman.